# レブンワース砦
レブンワース砦（レブンワースとりで、Fort Leavenworth フォート・レブンワース）は、アメリカ合衆国カンザス州レブンワース郡内、レブンワース市のすぐ北に位置するアメリカ陸軍施設。ミシシッピ川の西で170年間以上運営された最古の現役の米国陸軍駐屯地である。
アメリカ陸軍指揮幕僚大学がこの基地の敷地内にある。
国の西部への拡大の間、レブンワース砦は、何千人もの軍人、測量師、移民、インディアン、伝道者、および移住者が通り抜けた、前進の目的地であった。
座標: 北緯39度21分18秒 西経94度55分16秒 / 北緯39.35500度 西経94.92111度